# Sacatepéquez
Sacatepéquez is een departement van Guatemala, gelegen aan de grens met Mexico. De hoofdstad is de grote toeristische trekpleister Antigua Guatemala, gelegen nabij de Volcán de Agua en opgenomen op de Werelderfgoedlijst van UNESCO.
Met een oppervlakte van 465 km² is Sacatepéquez veruit het kleinste van de 22 Guatemalteekse departementen. Het departement heeft 554.695 inwoners (2018).
De naam van het departement is afkomstig van de stad Sacatepéquez, die in 1773 tijdens een aardbeving vernietigd werd en nooit is heropgebouwd.

## Gemeenten
Het departement is ingedeeld in zestien gemeenten:
- Antigua Guatemala
- Ciudad Vieja
- Jocotenango
- Magdalena Milpas Altas
- Pastores
- San Antonio Aguas Calientes
- San Bartolomé Milpas Altas
- San Juan Alotenango
- San Lucas Sacatepéquez
- San Miguel Dueñas
- Santa Catarina Barahona
- Santa Lucía Milpas Altas
- Santa María de Jesús
- Santiago Sacatepéquez
- Santo Domingo Xenacoj
- Sumpango

Alta Verapaz · Baja Verapaz · Chimaltenango · Chiquimula · El Progreso · Escuintla · Guatemala · Huehuetenango · Izabal · Jalapa · Jutiapa · Petén · Quetzaltenango · Quiché · Retalhuleu · Sacatepéquez · San Marcos · Santa Rosa · Sololá · Suchitepéquez · Totonicapán · Zacapa